# Bataille de la Butte-aux-Cailles
Pour les articles homonymes, voir Butte-aux-Cailles (homonymie).
Campagne de 1871 à l'intérieur
Batailles
- Courbevoie
- Rueil
- Meudon
- Issy
- Semaine sanglante
- Butte-aux-Cailles

La bataille de la Butte-aux-Cailles eut lieu les 24 et 25 mai 1871 dans le quartier parisien homonyme. Le général fédéré Walery Wroblewski y résista victorieusement à l'avancée versaillaise. Il fut finalement contraint à la retraite par l'effondrement du front fédéré au Panthéon et sur les forts parisiens du sud.

## Effectifs et ordre de bataille

### Forces fédérées
La défense de la Butte-aux-Cailles repose sur trois bataillons fédérés : le 175e, le 176e et surtout le 101e. Ce dernier est considéré comme une des meilleures unités de la Commune de Paris. De plus, Wroblewski a installé plusieurs batteries d'artillerie : une de huit pièces et deux de quatre. Il a également fait fortifier les boulevards d'Italie, de l'Hôpital et de la Gare. Enfin, son Q-G est situé à la mairie des Gobelins et il dispose de réserves places d'Italie et Jeanne-d'Arc ainsi qu'à Bercy.

### Forces versaillaises
Les forces du gouvernement de Versailles disposent du IIe corps d'armée du général Cissey, fort de 23 000 hommes, qui mena l'essentiel de l'attaque. Il bénéficie aussi du soutien de plusieurs autres corps d'armée qui, par leur progression, obligèrent Wroblewski à déployer ses réserves pour couvrir ses flancs et non repousser l'assaut principal. Cissey dispose aussi d'une cinquantaine de canons et mitrailleuses place d'Enfer, au Luxembourg et au bastion 81. La prise des forts sud (Ivry et Bicêtre) lui permit d'en faire installer d'autres.

## Déroulement
La bataille commence dans la nuit du 24 au 25 mai 1871 alors que les Versaillais attaquent sur toute la rive gauche. Quatre assauts versaillais échouent et sont repoussés. 
Le 25, la bataille reprend mais les Versaillais sont désormais avantagés par la prise du Panthéon qui découvre la droite de la butte. Wroblewski est forcé de détacher une partie de ses réserves pour établir des barricades sur la place Jeanne-d'Arc et sur le pont d'Austerlitz. Pendant ce temps, Cissey fait bombarder la butte mais l'un des dangers principaux pour les Fédérés est la progression de Vinoy le long de la rue Saint-Antoine vers le pont d'Austerlitz. 
Un second problème pour Wroblewski est l'évacuation des forts sud de Paris sur lesquels il comptait pour assurer son aile gauche. En effet, les Versaillais ont occupé les positions abandonnées et établi des batteries qu'ils utilisent contre la Butte-aux-Cailles. Vers midi, l'attaque générale débute. 
Les Versaillais, six fois plus nombreux, essaient de suivre le rempart jusqu'à l'avenue d'Italie et la route de Choisy mais ils buttent sur d'imposantes barricades. En revanche, la défense du boulevard Saint-Marcel, protégé par des incendies mais entrecoupé de nombreux jardins, finit par céder. Les Versaillais s'emparent alors de la rue des Cordières-Saint-Michel après trois heures de combats. L'arrivée de la garnison fédérée qui a évacué le fort d'Ivry (environ 600 hommes) ne renverse pas l'issue du combat et de nombreux prisonniers sont fusillés par les Versaillais. À 15 h, la prison de l'avenue d'Italie est à son tour bombardée tandis que Wroblewski transfère le centre de sa défense place Jeanne-d'Arc. Les Versaillais effectuent leur jonction à la mairie du XIIIe et ils progressent de nouveau le long des remparts. Ils ont aussi fait sauter les murs des jardins de l'hôpital de la Salpêtrière pour permettre le passage des troupes. Ce mouvement accentue la pression sur les arrières fédérés et menace le pont d'Austerlitz laissant envisager la possibilité pour les Versaillais d'encercler toutes les troupes fédérées encore présentes sur la rive gauche. Wroblewski est alors contraint de battre en retraite vers la rive droite par le pont d'Austerlitz. La barricade qui y est établie lui permet d'effectuer ce mouvement sans être inquiété par les Versaillais. Il parvient ainsi à franchir le fleuve avec un millier d'hommes et une partie de son artillerie. En revanche, de nombreux Fédérés restent en arrière dans leur quartier où plusieurs seront pris et fusillés.

## Conséquences
La bataille de la Butte-aux-Cailles permet aux Versaillais de s'emparer de toute la rive gauche de la Seine. Les Fédérés sont obligés de se replier sur les quartiers est de Paris où auront lieu les derniers combats du 26 au 28 mai 1871.

## Commémoration
Chaque année l'association des amis de la Commune de Paris commémore sur la Butte-aux-Cailles les évènements de ces deux jours-là. En 1999, la place de la Commune-de-Paris est nommée en souvenir de la bataille à l'angle de la rue de la Butte-aux-Cailles et de la rue Buot.